# 31.5.2003. (албум)
31.5.2003. је видео-издање горњомилановачке рок-групе Бјесови, на коме је снимљен њихов концерт у београдском клубу КСТ. На концерту је изведено 20 песама, од којих је 12 ушло у ово издање. Издато је као компакт-диск у 1000 примерака који су бесплатно подељени. На самом диску се налази и омот спреман за штампу, тако да свако може да ово издање умножи и себи направи копију.

## Списак песама
1. У освит задњег дана - 3:47
2. Враћам се доле - 2:38
3. Џорџ и ја - 4:10
4. Она те воли - 7:10
5. Време је - 5:42
6. Авиони певају - 8:54
7. Све што видим - 6:07
8. Гавран - 7:41
9. Све ће се дознати - 3:11
10. Не буди ме - 5:37
11. Име - 5:10
12. Радуј се - 3:11

## Чланови групе
- Зоран Маринковић - Маринко: глас
- Слободан Вуковић - Били: гитара
- Драган Арсић Тилт: гитара
- Марко Марковић: бас гитара
- Мирослав Марјановић - Микак: бубњеви
- Горан Марић: глас у песми „Авиони певају“
- Тијана Радовановић: глас у песми „Све што видим и све што знам“
- Ана Милосављевић: глас у песми „Све што видим и све што знам“

## Остало
- Ремикс и постпродукција: Бјесови и Милан Барковић
- Фотографије: Оливера Петронијевић и Бобан Угарчина
- Видео монтажа, интерфејс и интерактивни дизајн: Драгослав Петровић и Зоран Маринковић
- Дизајн омота и симбол Бјесова: Зоран Маринковић
- Тон мајстор: Зоран Ђуроски
- Камермани: Нешко Ускоковић, Драгослав Петровић, Душан Пишчевић и Мирко Југурџија